# Michael C. Maronna
Michael Conor Maronna (Brooklyn, 27 settembre 1977) è un attore statunitense.

## Biografia
Conosciuto anche come Michael Maronna o Mike Maronna, ha preso parte a noti film di enorme successo internazionale quali Mamma, ho perso l'aereo (1990) e il suo primo sequel del 1992 Mamma, ho riperso l'aereo: mi sono smarrito a New York, a fianco dei fratelli Macaulay e Kieran Culkin. Figlio di padre pompiere, Maronna ha avuto ascendenti di provenienze diversificate, tanto da essere per 1/2 di origine italiana, per 3/8 di stirpe irlandese e per 1/8 di discendenza olandese.
Ha frequentato l'Hunter College in New York, quindi il Purchase College della "State University of New York", dove ha studiato produzione cinematografica. Divenuto elettricista per film a partire dal 1997, negli anni seguenti l'attore ha alternato questa sua nuova attività (anch'essa in ambito cinematografico) alla recitazione.

## Filmografia

### Cinema
- Mamma, ho perso l'aereo (Home Alone), regia di Chris Columbus (1990)
- The Adventures of Pete & Pete: X-Ray Man - cortometraggio (1991)
- The Adventures of Pete & Pete: X-Mas Eve - cortometraggio (1991)
- The Adventures of Pete & Pete: What Would You Do for a Dollar - cortometraggio (1991)
- The Adventures of Pete & Pete: The Burping Room - cortometraggio (1991)
- The Adventures of Pete & Pete: Route 34 - cortometraggio (1991)
- The Adventures of Pete & Pete: Pete-Less - cortometraggio (1991)
- The Adventures of Pete & Pete: Mom's Plate - cortometraggio (1991)
- The Adventures of Pete & Pete: Halloween - cortometraggio (1991)
- The Adventures of Pete & Pete: Freeze Tag - cortometraggio (1991)
- The Adventures of Pete & Pete: Czechoslovakia - cortometraggio (1991)
- Mamma, ho riperso l'aereo: mi sono smarrito a New York (Home Alone 2), regia di Chris Columbus (1992)
- Le New Yorker, regia di Benoît Graffin (1998)
- Expired, regia di Alice Stone - cortometraggio (2000)
- The Final Days, regia di Phil Rosenthal - cortometraggio (2000)
- Slackers, regia di Dewey Nicks (2002)
- 40 giorni & 40 notti (40 Days and 40 Nights), regia di Michael Lehmann (2002)
- What Alice Found, regia di A. Dean Bell (2003)
- Men Without Jobs, regia di Mad Matthewz (2004)
- On Edge, regia di Andrew Greve - cortometraggio (2010)
- The Adventures of Pete & Pete 20th Anniversary Reunion, regia di Alex Fernie - cortometraggio (2013)

### Televisione
- The Adventures of Pete & Pete – serie TV, 39 episodi (1992-1996)
- The Weinerville New Year's Special: Lost in the Big Apple, regia di Scott Preston – film TV (1996)
- Law & Order - I due volti della giustizia (Law & Order) - serie TV, 1 episodio (1997)
- Una mamma per amica (Gilmore Girls) – serie TV, 1 episodio (2003)
- Bad Apple - La mela marcia (Bad Apple), regia di Adam Bernstein – film TV (2004)